# Gustavo Cristaldo
Gustavo Alberto Cristaldo (Caacupé, 31 maggio 1989) è un calciatore paraguaiano, centrocampista dello Always Already.